# Phaonia nigrirostrata
Phaonia nigrirostrata är en tvåvingeart som beskrevs av Zinovjev 1983. Phaonia nigrirostrata ingår i släktet Phaonia och familjen husflugor. Inga underarter finns listade i Catalogue of Life.